# Bretschneidera
Bretschneidera, monotipski biljni rod u porodici Akaniaceae, nekada ukljućivan u samostalnu porodicu Bretschneideraceae Engl. & Gilg. Jedini predstavnik je B. sinensis, 10 d0 20 metara rijetko visoko drvo iz južne i istoćne Kine, Tajvana i sjevernog Vijetnama.
Tajlanđani ga nazivaju Chompoo Phu Kha (tajski: ชมพูภูคา), a raste samo u nacionalnom parku Doi Phu Kha. Ova vrsta vodi se ugrožena, a najveća opasnost je gubitak staništa zbog sječe šuma.